# Милии
Милии или акантопагры (лат. Acanthopagrus) — род морских лучепёрых рыб из семейства спаровых. Распространены в Индийском и западной части Тихого океанов.
Тело высокое, яйцевидной формы, покрыто ктеноидной чешуёй. В спинном плавнике 10—13 жёстких и 10—15 мягких лучей. В анальном плавнике 3 жёстких и 8—10 мягких лучей; вторая колючка толще и длиннее третьей. Хвостовой плавник вильчатый.

## Классификация
В состав рода включают 20 видов:
- Acanthopagrus akazakii Iwatsuki, Kimura, Yoshino, 2006
- Acanthopagrus arabicus Iwatsuki, 2013[3]
- Acanthopagrus australis Günther, 1859
- Acanthopagrus berda Forsskål, 1775 — чёрный милий, или чёрный морской карась
- Acanthopagrus bifasciatus Forsskål, 1775 — чёрнополосый милий, или чёрнополосый морской карась
- Acanthopagrus butcheri Munro, 1949
- Acanthopagrus catenula Lacépède, 1801
- Acanthopagrus chinshira Kume, Yoshino, 2008
- Acanthopagrus latus Houttuyn, 1782 — крупночешуйный милий, или крупночешуйный морской карась
- Acanthopagrus longispinnis Valenciennes, 1830
- Acanthopagrus morrisoni Iwatsuki, 2013[3]
- Acanthopagrus omanensis Iwatsuki, Heemstra, 2010
- Acanthopagrus pacificus Iwatsuki, Kume, Yoshino, 2010
- Acanthopagrus palmaris Whiltey, 1935
- Acanthopagrus randalli Iwatsuki, Carpenter, 2009
- Acanthopagrus schlegelii Bleeker, 1854 —  дальневосточный милий, или дальневосточный морской карась
- Acanthopagrus sheim Iwatsuki, 2013[3]
- Acanthopagrus sivicolus Akazaki, 1962
- Acanthopagrus taiwanensis Iwatsuki,  Carpenter, 2006
- Acanthopagrus vagus Peters, 1852